# Cairnsimyia sydneiensis
Cairnsimyia sydneiensis är en tvåvingeart som beskrevs av Mcalpine 1968. Cairnsimyia sydneiensis ingår i släktet Cairnsimyia och familjen myllflugor. Inga underarter finns listade i Catalogue of Life.